# Glaucina osiana
Glaucina osiana là một loài bướm đêm trong họ Geometridae.